# The Warrior of Zypar
The Warrior of Zypar is een videospel dat werd ontwikkeld door Joe Vierra . Het spel kwam in 1984 uit voor de Commodore 64. Het spel is Engelstalig.